# Micreremites rasalis
Micreremites rasalis är en fjärilsart som beskrevs av W. Warren 1891. Micreremites rasalis ingår i släktet Micreremites och familjen nattflyn. Inga underarter finns listade i Catalogue of Life.